# Вавилове
Вави́лове — село в Україні, у Шевченківській сільській громаді Миколаївського району Миколаївської області. Населення становить 816 осіб.

## Історія
Станом на 1886 рік в селі, центрі Вавилівської волості Херсонського повіту Херсонської губернії, мешкало 213 осіб, налічувалось 46 дворів, існувала православна церква і церковно-приходська школа, відкрита у 1862 році.
Колишній орган місцевого самоврядування — Центральна сільська рада. З 2020 року село належить до Шевченківської сільської громади.

## Населення

### Мова
Розподіл населення за рідною мовою за даними перепису 2001 року:
| Мова            | Кількість | Відсоток |
| --------------- | --------- | -------- |
| українська      | 764       | 93.63%   |
| російська       | 46        | 5.64%    |
| польська        | 1         | 0.12%    |
| інші/не вказали | 5         | 0.61%    |
| Усього          | 816       | 100%     |

## Відомі люди
- Бердник Олесь Павлович — український письменник-фантаст; член-засновник Української Гельсінської групи.
- Костенко Григорій Федорович (1925—1996 рр.) — український вчений-меліоратор, кандидат технічних наук (1965 р.), доцент Херсонського сільськогосподарського інституту.